# Rio Călugărul (Conţeasca)
O Rio Călugărul é um rio da Romênia, afluente do Conţeasca, localizado no distrito de Iaşi.